# Entalpie
Entalpie (dříve tepelný obsah) je fyzikální veličina rozměru energie označovaná písmenem {\displaystyle H}, která je alternativou vnitřní energie systému. Jedná se o jeden ze čtyř základních termodynamických potenciálů.

## Značení
- Značka: H nebo také I
- Jednotka: joule, značka J
- Další jednotky: viz práce

## Výpočet
Entalpie je definována vztahem
{\displaystyle H=U+pV},
kde {\displaystyle U} je vnitřní energie soustavy, {\displaystyle p} je její tlak a {\displaystyle V} objem.
U termodynamických systémů schopných konat pouze objemovou práci a s konstantním počtem částic (neprobíhají chemické reakce) je tvar totálního diferenciálu entalpie:
{\displaystyle {\mathrm {d} }H=T\,{\mathrm {d} }S+V\,{\mathrm {d} }p\,,}
kde {\displaystyle T} je termodynamická teplota a {\displaystyle S} entropie systému; přirozenými proměnnými pro entalpii jsou tedy entropie a tlak.
Z diferenciálu je patrné, že při izobarickém ději je změna entalpie teplo {\displaystyle {\mathrm {d} }Q=T\,{\mathrm {d} }S} dodané systému.
Z toho, že má entalpie totální diferenciál, plyne rovnost:
{\displaystyle \left({\frac {\partial T}{\partial p}}\right)_{\!S}=\left({\frac {\partial V}{\partial S}}\right)_{\!p},}
což je jedna z Maxwellových relací.

## Vlastnosti
Entalpie je extenzivní termodynamická veličina – závisí na velikosti systému. Její absolutní hodnotu nelze změřit, stanovuje se jen změna entalpie {\displaystyle \Delta H} vztažená na dohodnutý (standardní) stav, kterému odpovídá teplota 0 °C a tlak 101,325 kPa.